# Messerstecherei
Als Messerstecherei bezeichnet man umgangssprachlich eine körperliche Auseinandersetzung unter Einsatz von
Messern oder Dolchen. Ausreichend ist dafür, dass nur ein Kontrahent solche einsetzt. Der Einsatz von längeren Klingen (z. B. einem Degen) fällt nicht mehr unter diese Bezeichnung. 
Messerstechereien sind in Deutschland deutlich häufiger als etwa Angriffe mit Schusswaffen, da diese wesentlich schwerer zu beschaffen sind. 
Allerdings sind auch die häufig verwendeten Springmesser beispielsweise in Deutschland verboten, wenn die Klingenlänge mehr als 8,5 cm beträgt. (§§ 2 Abs. 2, 40 WaffG in Verbindung mit Anlage 2 zu § 2 Abs. 2 bis 4 WaffG). 
Messerstechereien entwickeln sich in der Regel entweder aus einer vorhergehenden Auseinandersetzung (Beleidigung etc.), bei der eine Seite die Situation eskalieren lässt, oder
als von vornherein geplanter Einsatz zur Durchführung eines schweren Raubes (§ 250 Abs. 1 Nr. 1 a, Abs. 2 Nr. 1 StGB) oder einer gefährlichen Körperverletzung (§ 224 Abs. 1 Nr. 2 und 5 StGB).
Abhängig von der Schwere der Folgen für das Opfer können auch die schwere Körperverletzung gem. § 226 StGB bis hin zum Tötungsdelikt (§§ 211, 212, 227 StGB) hinzutreten.
Zur Bekämpfung von mittels Messern begangener Straftaten wurde beispielsweise auf der Reeperbahn das Tragen von Messern verboten. In London stellen mit Messern begangene Straftaten ebenfalls ein erhebliches Problem dar, dem die Metropolitan Police durch vermehrte Durchsuchungen von Passanten zu begegnen versucht.
2021 gab es fast 20.000 Messerstechereien in Deutschland.